# Vicente Guerrero, Baja California
Vicente Guerrero är en ort i Mexiko.   Den ligger i kommunen Ensenada och delstaten Baja California, i den nordvästra delen av landet, 2 100 km nordväst om huvudstaden Mexico City. Vicente Guerrero ligger 28 meter över havet och antalet invånare är 12 829.
Terrängen runt Vicente Guerrero är platt åt sydväst, men åt nordost är den kuperad. Runt Vicente Guerrero är det glesbefolkat, med 8 invånare per kvadratkilometer. Vicente Guerrero är det största samhället i trakten. Omgivningarna runt Vicente Guerrero är i huvudsak ett öppet busklandskap.